# Few Good Things
Few Good Things è il terzo album in studio del rapper statunitense Saba, pubblicato nel 2022.

## Tracce
1. Free Samples (featuring Cheflee) – 2:07
2. One Way or Every Nigga With a Budget – 2:45
3. Survivor's Guilt (featuring G Herbo) – 3:42
4. An Interlude Called 'Circus' (featuring Eryn Allen Kane) – 1:02
5. Fearmonger (featuring Daoud) – 3:41
6. Come My Way (featuring Krayzie Bone) – 3:10
7. Still (featuring 6lack and Smino) – 3:45
8. A Simpler Time (featuring Mereba) – 3:33
9. Soldier (featuring Pivot Gang) – 3:05
10. If I Had a Dollar (featuring Benjamin Earl Turner) – 3:13
11. Stop That – 2:18
12. Make Believe (featuring Fousheé) – 3:41
13. 2012 (featuring Day Wave) – 4:20
14. Few Good Things (featuring Black Thought and Eryn Allen Kane) – 7:08